# Haboknya
A haboknya 2–3 m hosszú, vörcsök nélküli, vesszőből készült varsa. Szájánál tölcsérformában hirtelen bővül. Tavaszi haljáráskor a Bodrogközben rakták le szűkebb csatornákba. Ehhez hasonlót Lengyelországban használtak. A Tiszaháton (Ungban) 18-20 métereseket használtak.